# Šavrinke
Šavrinke je poimenovanje za dekleta in žene iz najbolj revnih krajev notranjosti slovenske in še bolj hrvaške Istre, ki so se ukvarjale s prodajo pridelkov in preprodajo drugega drobnega blaga, tudi po naročilu.
Šavrinke niso govorile šavrinskega narečja (le-to ne obstaja), temveč mešanico narečij iz notranjosti Istre (tudi ali predvsem hrvaškega dela). Moški se s to dejavnostjo niso ukvarjali, so pa podobno največji reveži hodili z motiko na ramenu po vaseh blizu Trsta in prosili za delo
Šavrinke so hodile v Trst prodajat kmečke izdelke, zaradi velike revščine in gospodarske krize. To je bila tudi zelo preprosta oblika trgovske dejavnosti, Največji in tudi najbolj enostaven zaslužek so imele z  jajci, zato jih imenujemo tudi jajčarice, so pa iz Trsta nosile v istrske vasi in tam prodajale ali zamenjevale za nova jajca razno drobno blago, kot so na primer igle, niti, naprstniki, nožički, škarje. Delovale so ob koncu 19. stoletja pa do zaključka druge svetovne vojne, nekatere tudi dlje. S tem so se začele ukvarjati po osnovni šoli, ki je takrat trajala šest razredov. V ta posel so jih upeljevale mame, babice, sestre, tete... S tem so se ukvarjale do poroke, če pa je bila revščina res velika tudi naprej. V Trst so zaradi revščine hodile peš, po poti za vozove, ki je bila polna kupov živalskih iztrebkov, ki so jim ljudje z Brega, pod katerim je bila najbolj uporabljena pot rekli, šavre. Od prahu in blata teh šaver so bile vse zelo umazane, zato so jim Slovenci z okolice Trsta rekli šavrinke. Ime izhaja iz Trsta in okolice kjer je slovenščino govorilo skoraj sto tisoč ljudi, in kjer so ljudje lahko vzvišeno gledali na te revne Istranke, ne pa iz posameznih vasi v notranjosti Istre. 
Poenostavljeno posploševanje imena Šavrinke se je pojavilo šele po osamosvojitvi Slovenije, ko se je pozabilo na Trst kot kulturno in gospodarsko središče središče in so začeli "raziskovalci" Istre odkrivati ta prostor z zornega kota Ljubljane kot "prestolnice" Slovenije, ne pa Trsta kot neprimerno večjega gospodarskega središča.

## Kratka zgodovina Šavrink
Delovale so od konca 19. stoletja pa do konca druge svetovne vojne, nekatere tudi dlje. Po Napoleonovem porazu v Rusiji in dokončno pri Waterlooju je Istra po določbah Dunajskega kongresa ostala pod avstrijsko nadoblastjo, upravno je bila vključena v  Avstrijsko primorje. Obdobje do izbruha prve svetovne vojne je bilo v Istri dokaj stabilno, predvsem v gospodarstvu, zlasti za časa vladavine cesarja  Franca Jožefa naj bi se živelo dobro. Same jajčarice so tem času pripovedovale, da je bilo življenje zelo skromno, vendar so bili vsi srečni in zadovoljni. Ker so vladarja imeli zelo radi, so za njega pogoso molili in prepevali. En del besedila se je glasil tako: »Bog obvarji nam cesarja«. 
Ko se je pričela prva svetovna vojna se je življenje poslabšalo in vse je postalo težje. Vsi močni, zdravi, in polnoletni moški so morali v vojsko in so bili poslani na fronto. Ženske pa so ostale doma in so morale skrbeti za otroke, mladino in starejše. Po prvi svetovni vojni je območje prevzela Italija in kasneje se je začela doba fašizma. V tem obdobju so nastali novi zakoni. In ljudje so bili obdavčeni iz vseh strani. Tudi jajčarice so občutile te zakone. Oblast je uvedla posebna dovoljenja, brez katerih niso smela prodajati jajc. Če jih niso imele, so jim karabinjerji (tako so domačini poimenovali tedanje policiste) vzeli jajca ali pa jih celo zaprli za eno noč. Nič pa jih ni zanimalo, če so imele doma otroke, ki so jih čakali s praznimi želodci. To dovoljenje so poimenovale patent ali ličenca. Bil je zelo drag, viri pravijo, da je bil takrat 500 lir, kar je bilo dovolj celo za kos zemlje ob morju. Zaradi tega si ga večina ni mogla privoščiti in pričelo se je tihotapstvo jajc. 
Po drugi svetovni vojni pa se je to ozemlje razdelilo na dve coni, A in B. Prva je spadala pod Italijo (tudi Trst), druga cona (B) pa pod Jugoslavijo (območje, kjer so živele Šavrinke). Čez mejo med dvema conama sploh ni bilo mogoče, le nekaterim je to uspelo. Med Istro in Trstom so tako uničili vse gospodarske vezi, Istra pa je bila odrezana tudi od vseh obalnih mest. Zaradi tega so se začele poti obračati proti jugu. V Reki in Puli so kupovali vse kar so potrebovali. Kljub temu so jajčarice še vedno vztrajale in nosile jajca v Trst in Koper in tako so postale, ker so kršile zakone, tihotapke. Jajca so skrivale okrog pasu, v košarah pa so imele le toliko jajc, da so lahko šle mimo karabinjerjev. Jajčarstvo je počasi zamiralo, vedno več pa je bilo tihotapstva. Tako sta bila Istra in Trst še vedno povezana. 
Jajčarstvo se je z revščino v času fašizma iz notranjosti Istre razširilo tudi v mestom bližjih krajih, kot na primer v Gračišču, Kubedu in Dolu pri Hrastovljah, poleg teh pa naj bi bilo razširjeno še v Sv. Petru, Marezigah in Pomjanu.